# 136 (szám)
A 136 (százharminchat) a 135 és 137 között található természetes szám.
A 136 háromszögszám és egyben középpontos háromszögszám is. Huszonnégyszögszám.
Osztója az Eddington-számnak.
A 136 osztóinak száma 8, és a 8 is osztója, ezért a 136 tau szám.
A Lozanić-háromszög 9. sorának összege 136.
A 136 a címkézetlen, 11 csúcsú hernyógráfok száma.